# نیو ریو
نیو رِیو (به انگلیسی: New rave) یا نو رِیو عبارتی است که برای توصیف انواعی از موسیقی که از ادغام عناصری از موسیقی الکترونیک، موج نو، راک، ایندی، تکنو، باستارد پاپ، بریکبیت هاردکور، و الکترو هاوس پدید آمده اند، به کار می رود.